# Richland (Iowa)
Pour les articles homonymes, voir Richland.
Richland est une ville du  comté de Keokuk, en Iowa, aux États-Unis. Elle est fondée en 1840 et incorporée le 31 décembre 1868.

## Source de la traduction
- (en) Cet article est partiellement ou en totalité issu de l’article de Wikipédia en anglais intitulé « Richland, Iowa » (voir la liste des auteurs).